# Publilio Ceionio Cecina Albino
Publilio Ceionio Cecina Albino (latino: Publilius Ceionius Caecina Albinus; fl. 364-367 circa) è stato un politico romano di età imperiale.

## Biografia
Probabilmente uno dei quattro figli di Gaio Ceionio Rufio Volusiano Lampadio, fu il padre di Cecina Decio Albino e quindi nonno di Cecina Decio Aginazio Albino; probabilmente identico con l'Albino padre di quel (Chieionio Contucio?) Gregorio che ricevette una lettera da Quinto Aurelio Simmaco; è possibile che vada identificato col pontifex padre di Leta e il nonno di Paula, menzionato in una lettera di Sofronio Eusebio Girolamo.
Albino era un vir clarissimus e fu governatore della Numidia («consularis sexpascalis provinciae Numidiae Constantinae») in un periodo indefinito tra il 364 e il 367; diverse iscrizioni registrano il suo programma di edilizia pubblica.
Va probabilmente riconosciuto col Cecina Albino che compare nell'opera Saturnalia di Macrobio come pagano contemporaneo di Simmaco, distinto da Furio Albino (da identificare con Ceionio Rufio Albino) nella stessa opera.